# Die Ostschweiz
Die Ostschweiz war eine 1874 im aufflammenden Kulturkampf gegründete katholisch-konservative Zeitung für den Kanton St. Gallen und die beiden Appenzell.

## Geschichte

### Anfänge
Am 1. Januar 1847 erschien die Erstausgabe der Ostschweiz als Organ der Konservativen Partei des Kantons St. Gallen in der Buchdruckerei Moosberger. Dies, da sich die Konservativen eine katholische Zeitung im Hauptort des Kantons wünschten. Hintergrund waren Auseinandersetzungen mit den liberalen Kräften des Kantons und ihrer Presse unter anderem aufgrund Diskussionen über kirchlichen Einfluss auf Staat und Gesellschaft. Zudem war es eine Reaktion darauf, dass die ersten politischen Blätter des Kantons St. Gallen liberal ausgerichtet waren. Die Ostschweiz löste das Neue Tagblatt aus der östlichen Schweiz als zentrales Organ der katholisch-konservativen Partei im Kanton St. Gallen ab. Später wurde sie Organ der Christlichsozialen Volkspartei. Nach 1968 entwickelte sich die Ostschweiz zu einer immer noch CVP-nahen Forumszeitung.
Während dem ersten halben Jahr übernahmen 40 konservative Kantonsräte die finanzielle Garantie. In der Zeit bis 1880 zählte die Zeitung um die 1000 Abonnenten. Für die Selbsterhaltung wären 2000 Abonnenten notwendig gewesen, bis Mitte der 1880er war die Zeitung entsprechend auf Spenden angewiesen. Während den ersten 12 Jahren wechselte der Druckstandort fünf Mal. 1886 erwarben die Herausgeber schliesslich eine eigene Druckerei. Seit demselben Jahr waren die Herausgeber als Gesellschaft organisiert. 1891 wurde diese zur Aktiengesellschaft der Buchdruckerei der Ostschweiz in St. Gallen. Eigentümer des Verlags war die Konservative Partei. Eigentümerin der Druckerei war die Aktiengesellschaft. Um 1900 war eine Abonnentenzahl von etwa 3000 erreicht.

### Etablierung
Seit April 1912 wurden täglich zwei Ausgaben gedruckt, diese Frequenz wurde bis 1968 beibehalten. Grund für die erhöhte Frequenz war der Wille gegenüber dem Tagblatt und dem Stadtanzeiger konkurrenzfähig zu bleiben. 1926 wurde erstmals ein Bundesstadtkorrespondent unter Vertrag genommen, denn die Zeitung wollte schweizweit ernst genommen werden. 1931 erreichte die Ostschweiz 6000 Abonnenten. In den 1940ern etablierte sich die Ostschweiz neben der Volksstimme und dem St. Galler Tagblatt als eine der grossen Tageszeitungen im Raum St. Gallen. Diese Konstellation hielt sich bis 1996 als die Volksstimme eingestellt wurde. Die Ostschweiz findet sich dabei stets auf Platz zwei der St. Galler Tageszeitungen, hinter dem St. Galler Tagblatt. Ab 1945 wurde aufgrund von Konkurrenzdruck damit begonnen, die Texte durch Illustrationen zu ergänzen. Nach einer Vereinbarung von 1949 behielt die CVP das Verlagsrecht, der Parteiausschuss wählte den Bundesstadtkorrespondenten und den Redaktor für Innenpolitik.
Die Ostschweiz erwarb in den 1960er Jahren einige kleinere Blätter. Mit der Übernahme des Rheintaler Volksfreund 1965 wurde eine Auflage von 15'000 Exemplaren erreicht. 1968 gab die Konservativ-christliche Volkspartei St. Gallen das Verlagsrecht an die Buchdruckerei Ostschweiz AG ab. Im Jahr darauf wurde die Zeitungsverlag AG gegründet, die fortwährend Herausgeberin der Ostschweiz war. 1969 schuf sie vier Regionalausgaben: Stadt St. Gallen und Umgebung, Fürstenland/Untertoggenburg, Rheintal/Werdenberg/Obertoggenburg und Rorschach. Das Verbreitungsgebiet der Ostschweiz, das sich in den 1960er auf Flawil, Gossau, St. Gallen, Rorschach, St. Margrethen und Balgach erweiterte, konnte in späteren Jahren nicht weiter ausgedehnt werden. Denn für weitere Übernahmen fehlten die finanziellen Mittel.
1972 gründete die Ostschweiz eine Verlegergemeinschaft mit vier weiteren katholischen Tageszeitungen, denen sie redaktionelle Seiten lieferte. Die Zeitung zählte Anfang der 1930er Jahre 6000 Abonnenten, danach stieg die Auflage der zweitgrössten Zeitung des Kantons St. Gallen an und erreichte 1980 einen Höchststand von 30'000 Exemplaren. 1981 fusionierte die Zeitungsverlag AG mit der Buchdruckerei Ostschweiz AG zur Ostschweiz Druck+Verlag AG. Im selben Jahr wechselte das Verfahren zur Satzerstellung von Bleisatz auf Fotosatz. 1986 wurden, basierend auf der Studie Ostschweiz 2000 inklusive Nutzerumfrage aus dem Jahr 1984, neue Rubriken eingeführt: Hintergrund und Meinungen, Im Gespräch, Wirtschaft regional und Jugendseite.
1992 verabschiedete der Verwaltungsrat ein neues Leitbild für die Zeitung. Es hielt die unabhängige Stellung gegenüber Staat, Kirchen, Parteien und Verbänden fest. Die christliche Grundhaltung der Ostschweiz blieb jedoch erhalten. Als Organ der CVP und auch später mit den Grundwerten des Christentums gehörte Die Ostschweiz explizit zur Meinungspresse. Ab den 1980ern wurde es schwerer, journalistisch erfahrende Redaktoren zu finden, die parteizugehörig waren und ebendiese Meinungspresse pflegen wollten.

### Das Ende der „Ostschweiz“
Über Jahrzehnte hatte die CVP-Postille eine treue Leserschaft und mit den Chefredaktoren Carl Doka, Edgar Oehler und Marco Volken auch markante Köpfe an der Spitze. In Schieflage geriet die Zeitung mit dem Abflauen des Kulturkampfes und der Pluralisierung der politischen Haltungen. Der Ostschweiz gelang der Spagat zwischen Parteiblatt und Forumszeitung nicht. Da Einnahmen durch Inserate fehlten, mussten im Juni 1992 Mitarbeitende der Abteilung Zeitungssatz in Kurzarbeit. Ab August 1993 bis November 1994 folgte Kurzarbeit auch für die Redaktion. Das Ende der Zeitung wurde an einer ausserordentlichen Generalversammlung im November 1997 mit 313 zu 25 Stimmen beschlossen.
Unmittelbare Ursache für das Aus im Dezember 1997 war der Ausstieg der Wiler Zeitung aus der OK-Inseratekombination. Dieses Kombi wurde dadurch so geschwächt, dass eine Weiterführung nicht mehr sinnvoll gewesen wäre. Nach detaillierten Berechnungen erwartete die Ostschweiz das Ausbleiben von 800'000 Franken pro Jahr, durch fehlende Inserate von nationalen Inserenten. Diese Ertragseinbussen konnten nicht bewältigt werden. Am Mittwoch, 31. Dezember 1997 erschien mit der Nummer 303 die letzte Ausgabe der Ostschweiz. 1998 hätte die Zeitung ihren 125. Jahrgang erreicht. Die noch rund 20'000 Abonnenten gingen für rund 6 Millionen Franken an das St. Galler Tagblatt über.
Von April 2018 bis September 2024 gab es als Wiederbelebung des früheren Zeitungstitels Die Ostschweiz die Online-Publikation dieostschweiz.ch, herausgegeben von der Ostschweizer Medien AG. Im September 2024 wurde sie wegen mangelnder Werbeeinnahmen eingestellt. Andere Bereiche unter der Marke «Die Ostschweiz» sollen weitergeführt werden.

## Redaktion
1874 trat Wilhelm Ruess als erster die Stelle als Redaktor der Ostschweiz an. Bis zum ersten Chefredaktor 1932 waren 11 Ein- und Zweimannredaktionen tätig. Mit der Zeitung wuchs auch das Redaktionsteam und so wurde auf ein System mit jeweils einem Chefredaktor umgestellt. Der ehemalige Chefredaktor Edgar Oehler wurde später von 1971 bis 1995 Nationalrat. Als letzter Chefredaktor war Silvan Lüchinger tätig.

### Liste der Chefredaktoren
- 1932–1946: Carl Doka
- 1947–1949: Aloys Horat
- 1950–1969: Eugen Knecht
- 1970–1972: Hermann Bauer[4]
- 1973–1985: Edgar Oehler
- 1986–1995: Marco Volken
- 1995–1997: Silvan Lüchinger[2]